# Laurens Jan Anjema
Laurens Jan „L. J.“ Anjema (* 1. Dezember 1982 in Den Haag) ist ein ehemaliger niederländischer Squashspieler.

## Karriere
Laurens Jan Anjema ist der Sohn von Robert Jan Anjema, der zwischen 1970 und 1982 zwölfmal niederländischer Meister wurde. 2006 gelang es ihm erstmals, ebenfalls Landesmeister zu werden. Bis 2014 konnte er den Titel jedes Jahr verteidigen. Bereits seit 2002 war er als Profi auf der PSA World Tour aktiv und konnte bis zu seinem Karriereende zwölf Titel gewinnen. Zudem stand er 20 weitere Male in einem Endspiel. Im Dezember 2009 erreichte er mit Rang neun seine beste Platzierung in der Weltrangliste.
Mit der niederländischen Nationalmannschaft wurde er 2007 Vizeeuropameister hinter England. Mit dieser nahm er 2005, 2007, 2009, 2011 und 2013 an der Weltmeisterschaft teil. Im Einzel erreichte er 2008, 2009 und 2011 mit dem Achtelfinale seine besten Ergebnisse. Bei Europameisterschaften wurde er 2009 und 2011 jeweils Dritter. Am 28. Juni 2016 beendete er seine Karriere.

## Erfolge
- Vizeeuropameister mit der Mannschaft: 2007
- Gewonnene PSA-Titel: 12
- Niederländischer Einzelmeister: 10 Titel (2006–2014, 2016)